# L'Amour plus fort que la haine
Pour plus de détails, voir Fiche technique et Distribution.
L'Amour plus fort que la haine (Kärlek starkare än hat eller Skogsdotterns hemlighet) est un film suédois réalisé par Victor Sjöström, sorti en 1914.

## Fiche technique
- Titre original : Kärlek starkare än hat eller Skogsdotterns hemlighet
- Titre français : L'Amour plus fort que la haine
- Réalisation : Victor Sjöström
- Scénario : Peter Lykke-Seest (en)
- Photographie : Henrik Jaenzon
- Pays de production : Suède
- Format : Noir et blanc - 1,33:1 - Film muet
- Genre : drame
- Durée : 30 minutes
- Date de sortie : 1914

## Distribution
- John Ekman : Tattar-Johan
- Doris Nelson (sv) : Tattar-Elsa
- Richard Lund : Skogvaktare